# Landschaftsschutzgebiet Ostfriesische Seemarsch zwischen Norden und Esens
Das Landschaftsschutzgebiet Ostfriesische Seemarsch zwischen Norden und Esens ist ein Landschaftsschutzgebiet auf Teilbereichen der Landkreise Aurich und Wittmund des Bundeslandes Niedersachsen. Es trägt im Auricher Bereich die Nummer LSG AUR 00029 sowie die Nummer LSG WTM 00025 im Wittmunder Bereich. Als untere Naturschutzbehörde sind der Landkreis Aurich und der Landkreis Wittmund für das Gebiet zuständig, das dem Schutz des EU-Vogelschutzgebietes V63 „Ostfriesische Seemarsch zwischen Norden und Esens“ dient.

## Beschreibung des Gebiets
Das 2010 im Wittmunder sowie 2011 im Auricher Bereich ausgewiesene Landschaftsschutzgebiet umfasst eine Fläche von 88,59 Quadratkilometern, die sich von Norddeich im Westen bis Neuharlingersiel im Osten erstrecken. Davon entfallen 63,1 Quadratkilometer auf den Landkreis Aurich und 25,49 Quadratkilometer auf den Landkreis Wittmund. Es grenzt im Norden unmittelbar an den Nationalpark Niedersächsisches Wattenmeer. Ein Großteil des nur dünn besiedelten Gebietes wird landwirtschaftlich genutzt, wobei der deichnahe Bereich mit Jungmarschböden dem Ackerbau vorbehalten ist, während die älteren und weiter von der Deichlinie entfernten Bereiche als Grünland genutzt werden. Aufgrund der Nähe zur Nordsee hat das Gebiet „hohe Bedeutung für das Landschaftserleben und die landschaftsgebundene Erholung.“

## Flora und Fauna
Der Großteil des besteht aus weitgehend offenen und gehölzfreien Marschflächen. Es ist durch Grüppen (schmale, der Entwässerung dienende Gräben), ein schilfbewachsenes Grabennetz auf den Flächen und breite Vorfluter mit Röhrichtsäumen geprägt. Hinzu kommen große Fließgewässer, naturnahe Stillgewässer und Seen, die aus für den Deichbau genutzten Kleientnahmestellen entstanden. Auf den Ackerbauflächen werden überwiegend Wintergetreide und Winterraps angebaut.
Das Landschaftsschutzgebiet gilt in Niedersachsen als einer der landesweit wichtigsten Brutplätze für Wiesenweihe, Schilfrohrsänger und Blaukehlchen. Zudem hat es aufgrund seiner Nähe zum Wattenmeer eine zentrale Bedeutung als Gast- und Rastvogellebensraum für Weißwangengans, Goldregenpfeifer, Großen Brachvogel sowie Lach- und Sturmmöwe. Zu den weiteren im Gebiet vorkommenden Vögeln gehören Kiebitz, Wiesenpieper und Feldlerche als Brutvogelarten sowie Kiebitz, Bekassine und Krickente als Gastvogelarten.

## Schutzzweck
Genereller Schutzzweck sind der „Erhaltung, Pflege und naturnahe Entwicklung des Gebietes als Lebensstätte sonstiger schutzbedürftiger Tier- und Pflanzenarten und deren Lebensgemeinschaften sowie als Landschaft von Seltenheit, besonderer Eigenart, Vielfalt und besonderer Schönheit“.